# 调节T细胞
調節性T細胞（Regulatory T cells，或稱 Treg 細胞），原稱為抑制性T細胞（suppressor T cells），是一種T細胞的亞群，能調節免疫系統，維持免疫耐受，並防止自體免疫疾病。Treg 細胞具有免疫抑制作用，通常會抑制或下調效應性T細胞的誘導與增殖。Treg細胞表達生物標誌物CD4、FOXP3和CD25，並被認為與CD4+ 細胞屬於相同的細胞譜系。 由於效應性T細胞也表達CD4和CD25，Treg細胞與效應性CD4+細胞難以區分，因此研究較具挑戰性。研究發現細胞激素轉化生長因子β（TGF-β）對於Treg細胞從初始CD4+細胞（naïve CD4+cells）分化是必要的，並在維持Treg細胞的體內穩態方面發揮重要作用。
小鼠模式生物研究表明，調節Treg細胞可用於治療自體免疫疾病與癌症，並促進器官移植及傷口癒合。 其在癌症中的作用較為複雜，Treg細胞在癌症患者體內通常呈上調狀態，並會被招募至許多腫瘤部位。研究顯示，腫瘤微環境內Treg細胞數量較多與較差的預後相關，Treg細胞可能會抑制腫瘤免疫反應，削弱機體對癌細胞的控制能力。 免疫治療研究正在探索如何調節T細胞以治療癌症。

## 細胞族群
調節性T細胞是免疫系統的一部分，能抑制其他細胞的免疫反應。這是一種內建的「自我檢查」機制，以防止過度的免疫反應。調節性T細胞有多種類型，其中最為人知的是表達CD4、CD25和FOXP3的細胞（CD4+CD25+ 調節性T細胞）。這些Treg細胞與輔助性T細胞不同。 另一種調節性T細胞亞群為Treg17細胞。在個體受到感染時，免疫系統會活化，而在感染控制後，調節性T細胞會協助關閉免疫反應，以防止自體免疫疾病的發生。
CD4+ FOXP3+ CD25（高表達）調節性T細胞被稱為「自然發生的」調節性T細胞（"naturally occurring" regulatory Tcells），以區別於體外生成的「抑制性」T細胞族群。其他調節性T細胞族群包括Tr1、Th3、CD8+CD28−及Qa-1限制性T細胞。這些細胞對於維持自體耐受性及免疫體內穩態的貢獻尚未完全明確。
FOXP3可作為小鼠CD4+CD25+ T細胞的良好標記，但研究表明FOXP3也可在CD4+CD25− T細胞中表達。在人類體內，剛活化的傳統T細胞（conventional T cells）也會表達FOXP3，因此不能作為Treg的特異性標記。

## 外部連結
- 醫學主題詞表（MeSH）：Regulatory+T-Cells